# Germana Quintana
Germana Quintana (Caracas, Venezuela, 16 de julio de 1940) es una productora, directora de teatro y televisión, pionera del teatro independiente y musical en República Dominicana. Es fundadora de varios grupos teatrales en España, Latinoamérica y otros países de la región. Por todos sus aportes a las artes escénicas en República Dominicana es llamada "Señora teatro".

## Trayectoria
Nació en Caracas, Venezuela el 16 de julio de 1940. Realizó estudios de producción y dirección de televisión en La Habana, Cuba, entre 1957 y 1959. En 1961 viajó a México a realizar cursos y talleres sobre producción de televisión en el Columbia College. En 1962 se trasladó a Buenos Aires, Argentina, para realizar estudios en el Canal 13 TV, y para el año 1966 viaja a Estados Unidos, para formar parte del R.C.A Institute de Nueva York. En 1963 inició sus estudios en el ámbito teatral.
A finales del año 1959 comenzó a trabajar para la TV en el Canal 5, Caracas, como productora y directora.
Formó parte del grupo fundador del Canal 47, en Nueva York, donde tenía a su cargo la producción de los libretos para el programa Teatro del Sábado, adaptando obras del teatro clásico universal a la televisión.
Creó y dirigió el Grupo Hispanoamericano de Teatro en Madrid en l974 hasta l978. Trabajó en Revista de Cine, para Televisión Española, en el segundo canal de allí.
En la República Dominicana se estableció en 1978 y al año siguiente inició su trabajo en la producción del programa 3 x 3, de Cecilia García y Freddy Beras-Goico en el Canal 4 hasta 1981, donde luego se hizo también el programa infantil “Tina y Tino”, conducido por Lidia Ariza y Tancredo Tavárez, al que luego se le agregó el espacio infantil: “El Capitàn Espacio”, en el Canal 7 (Rahintel) con Fernando Cristóforis.  Además, hizo  “El Show de Cecilia García”, en el Canal 4.
En 1979, Quintana junto a Nancy Álvarez fundó la compañía Producciones Teatrales, que funcionó hasta 1991. Presentaban dos o tres obras al año en la Sala Ravelo y en la Sala Carlos Piantini, entre las que figuraron Heidi, La Cenicienta, Hansel y Gretel y El Cuento de Navidad, original de Juan Bosch. De esa compañía nacieron los primeros musicales montados en República Dominicana, como Están tocando nuestra canción, con las figuras protagónicas de Nancy Álvarez y Carlos Victoria.
En 1984 fundó el Teatro Arroyo Hondo. Lo dirigió durante 20 años y fue la cuna de múltiples talentos para el teatro dominicano. En el club Arroyo Hondo estrenaba una obra cada cuatro meses, de autores nacionales e internacionales.
En 1995, junto a Lidia Ariza, inició la Fundación Pro-Arte Dramático, que buscaba crear un teatro independiente. Más tarde fundaron el Teatro Las Máscaras y abrieron sus puertas el 9 de marzo de 2001 con la puesta en escena de la obra Las Locas del Bingo.
Desde 1984 fue docente de la Universidad APEC de República Dominicana, en la carrera de Publicidad, en la asignatura Producción de radio y televisión, donde además fundó y dirigió el Grupo de Teatro de la Universidad hasta 2003.
Germana Quintana recibió el Premio Fundación Corripio de Arte, en su edición del 2019, en la Categoría “Teatro” (Dirección).

## Obras destacadas
Opera 1492: Del maestro Antonio Braga, con un estreno mundial en octubre de 1992 en el Teatro Nacional Eduardo Brito.
Las locas del Bingo: Primer montaje en Las Máscaras. Tiene el récord nacional con 305 funciones. Escrita por la dramaturga norteamericana J. Michels, fue adaptada por la actriz dominicana Patricia Muñoz.
Cita a Ciegas:  Obra ganadora del premio Soberano 2016 a mejor actriz, actor y obra.
Las prostitutas os precederán en el reino de los cielos: De la autoría del sacerdote, periodista y escritor José Martín Descalzo. La primera vez que la presentaron cambiaron el nombre por sugerencias de la Dirección del Teatro Nacional, por el “De todos será el reino de los cielos”, un verdadero contrasentido. Esta obra supera las 100 funciones
Las viejas vienen marchando”: 2003-2004 Con más de 100 funciones. Nominada al Premios Casandra 2004.Mejor Actriz: Niurka Mota, Dirección: Germana Quintana
La Luz de un Cigarrillo. Ganó Soberano en el 2014 mejor dirección, actriz y obra.
Made in Dominicana. Nominada a los Premios Soberano en 2017 a mejor actriz Lidia Ariza por su participación en esta obra.
El prestamista 2006-2008 Con más de 100 funciones, Nominada al Premios Casandra 2006, Mejor Actor: Éxmin Carvajal
Brujas somos todas 2012, del autor Santiago Moncada, bajo la producción de Atrévete, SRL de Gianni Paulino, Nominada al Premio Casandra 2012, Mejor Dirección. Presentada en el Teatro Nacional Eduardo Brito.
Big Capital: El estreno mundial de la obra del autor dominicano Iván Alcántara, bajo la producción de Gianni Paulino y la dirección de Germana en la Sala Ravelo del Teatro Nacional de República Dominicana fue en abril de 2018
Pecados Enfrentados con las acctuaciones del Primer Actor Franklin Domínguez y Exmin Carvajal. Franklin Domínguez fue nominado como actor del año por su papel en Pecados enfrentados en los premios Soberano 2016.
El resbalón de Julieta, presentada en 2012
Locamente embarazada, presentada en el 2013
La Dama de Negro 2013, del autor Susan Hill, bajo la producción de Atrévete, SRL de Gianni Paulino presentada en el Teatro Nacional Eduardo Brito.
Las Preciosas Ridículas 2014, del autor Molière, bajo la producción de Atrévete, SRL de Gianni Paulino presentada en el Teatro Nacional Eduardo Brito.
Toc Toc 2015 y 2016, del autor Laurent Baffie y adaptada al español por Julián Quintanilla, bajo la producción de Atrévete, SRL de Gianni Paulino presentada en el Teatro Nacional Eduardo Brito.
Mimosas 2020, del autor Santiago Moncada, bajo la producción de Atrévete, SRL de Gianni Paulino. Teatro al Aire Libre. Presentada en Centro Cultural Mecenas.